# Oechalia patruelis
Oechalia patruelis är en insektsart som först beskrevs av Carl Stål 1859.  Oechalia patruelis ingår i släktet Oechalia och familjen bärfisar. Inga underarter finns listade i Catalogue of Life.